# Baltimore World Trade Center
El Baltimore World Trade Center es un edificio ubicado en el puerto interior de la ciudad de Baltimore, la más poblada del estado de Maryland (Estados Unidos). Es el rascacielos con base pentagonal regular más alto del mundo (la JPMorgan Chase Tower con base pentagonal en Houston es más alta, pero es sin embargo irregular). Fue diseñado por el estudio de arquitectura Pei Cobb Freed & Partners, con Henry N. Cobb y Pershing Wong como arquitectos principales.
La planificación y el diseño comenzaron en abril de 1966. La construcción comenzó en octubre de 1973. El edificio se completó en enero de 1977, y su costo fue de 22 millones de dólares. Tiene 30 pisos de altura. El espacio de piso bruto cubre 39 205 m². Tiene 28 707 m² de pisos de oficinas, un vestíbulo de 1207 m², un sótano de 1932 m² y 3530 m² de plaza a nivel del suelo.

## Importancia del nombre del edificio
El nombre del edificio identifica su propósito de albergar "actividades y servicios dedicados a la promoción del comercio mundial" como se requiere para la licencia de este nombre por parte de la Asociación de Centros de Comercio Mundial. Baltimore es uno de los 16 miembros fundadores de la Asociación de Centros de Comercio Mundial.
La torre emblemática alberga la sede de la Administración del Puerto de Maryland, el Departamento de Desarrollo Económico y Comercial de Maryland y el Instituto World Trade Center. El World Trade Center Institute es miembro de la Asociación de World Trade Centers y opera como una organización empresarial internacional privada sin fines de lucro.

## Alineación e iluminación
El edificio se colocó de manera que una esquina apuntara hacia las aguas del Puerto Interior, sugiriendo la proa de un barco. Encaramado en el borde del puerto, el edificio parece surgir del agua cuando se ve desde ciertos puntos de vista. Presenta un plano frontal hacia la ciudad, a través de una amplia plaza entre el edificio y la calle Pratt.
En la base de cada una de las cinco esquinas empotradas del edificio, focos de xenón de 4500 vatios iluminan dramáticamente el edificio por la noche, desde el suelo hacia arriba, con espejos parabólicos de gran tamaño en la parte superior de las cinco esquinas que luego reflejan la luz hacia afuera en forma de V brillante. vigas. El efecto "baliza" se inspiró libremente en los faros que se encuentran a lo largo de la bahía de Chesapeake. Este esquema de iluminación característico, diseñado por Ray Grenald, es visible en el horizonte de Baltimore desde 10 a 15 km de distancia en condiciones climáticas favorables. Instalado en 1994, el sistema de iluminación de xenón reemplazó a las lámparas incandescentes de 1000 vatios instaladas originalmente en la base del edificio, que iluminaban solo los primeros tres pisos.

## Top of the World

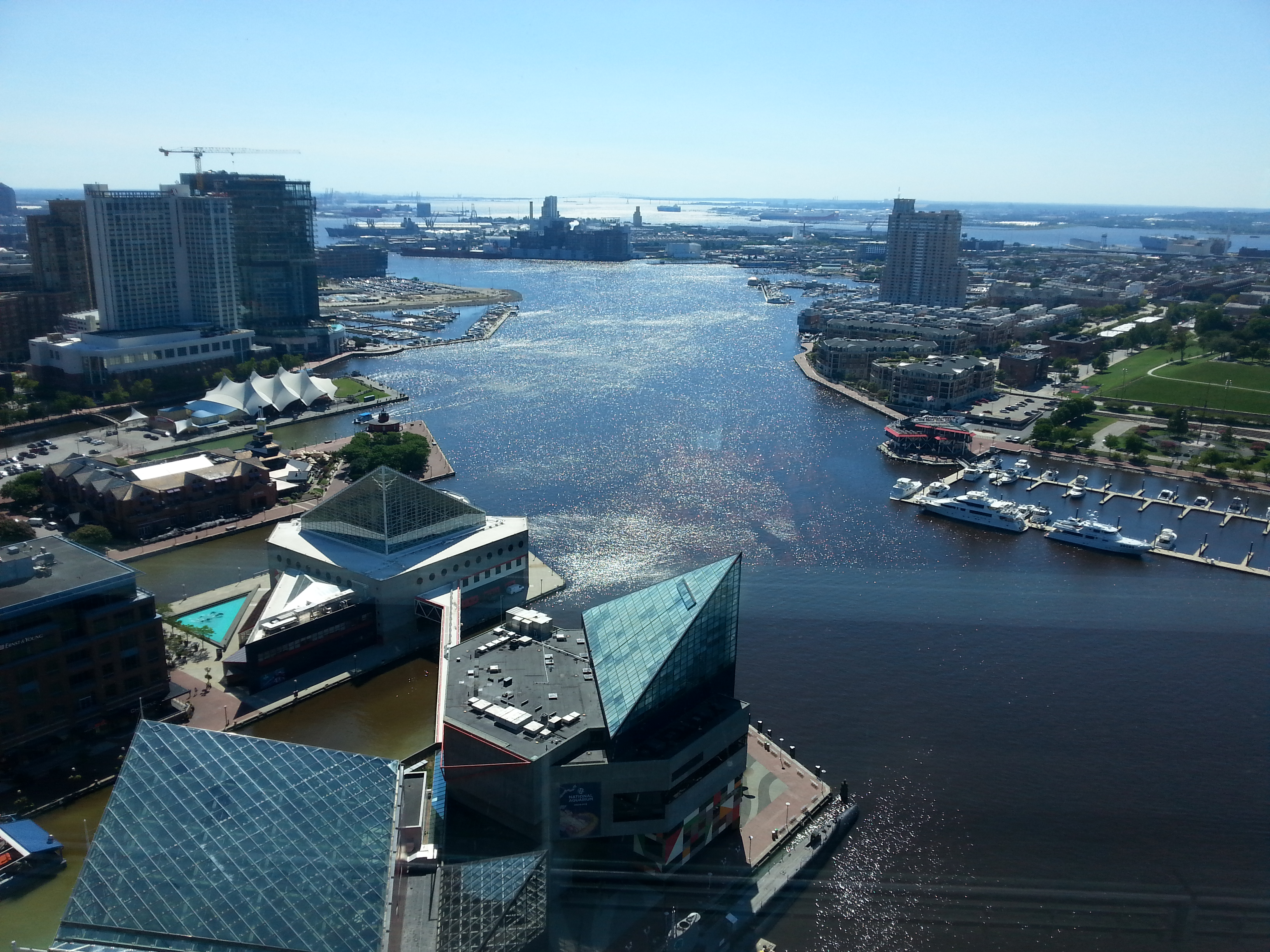
Vista desde Top of the World

Un nivel de observación cerrado en el piso 27, llamado Top of the World, ofrece una vista panorámica de 360 grados de la ciudad. Este es accesible para discapacitados, ofrece la historia de Baltimore, exhibiciones de arte itinerantes, eventos especiales ocasionales, una tienda de regalos con arte local y es la sede del 9/11 Memorial of Maryland. El observatorio está abierto al público durante el día y puede ser alquilado para eventos especiales por organizaciones gubernamentales y corporaciones.

## Impacto de los ataques del 11 de septiembre
Dos horas después del ataque del 11 de septiembre de 2001 al World Trade Center en Nueva York, el World Trade Center de Baltimore fue evacuado y cerrado. Esta fue una respuesta a una amenaza "creíble" de que el edificio de Baltimore también sería atacado. Un residente del suroeste de Baltimore fue arrestado esa noche y acusado de dar a la policía una advertencia falsa.
Las amenazas de bomba infundadas recibidas el 12 y el 14 de septiembre contribuyeron aún más a aumentar las preocupaciones de seguridad en el edificio. Se erigió una barrera temporal de muros de concreto alrededor de la plaza de ladrillos entre el edificio y la calle Pratt, cerrando el área al acceso de peatones y vehículos. Se trasladaron cuatro barcazas al lado del puerto del edificio para protegerlo del ataque de los barcos.
Debido al nombre del edificio y su ubicación prominente en el horizonte de Baltimore, los funcionarios estatales supusieron que un ataque similar en otras ciudades estadounidenses probablemente tendría como objetivo el Baltimore World Trade Center. Su respuesta fue criticada porque no se tomaron "medidas tan drásticas" en los edificios del World Trade Center en otras ciudades. Como la seguridad se relajó a finales de año, se retiraron las barreras de hormigón y las barcazas.

### Monumento del 11-S de Maryland en el World Trade Center de Baltimore

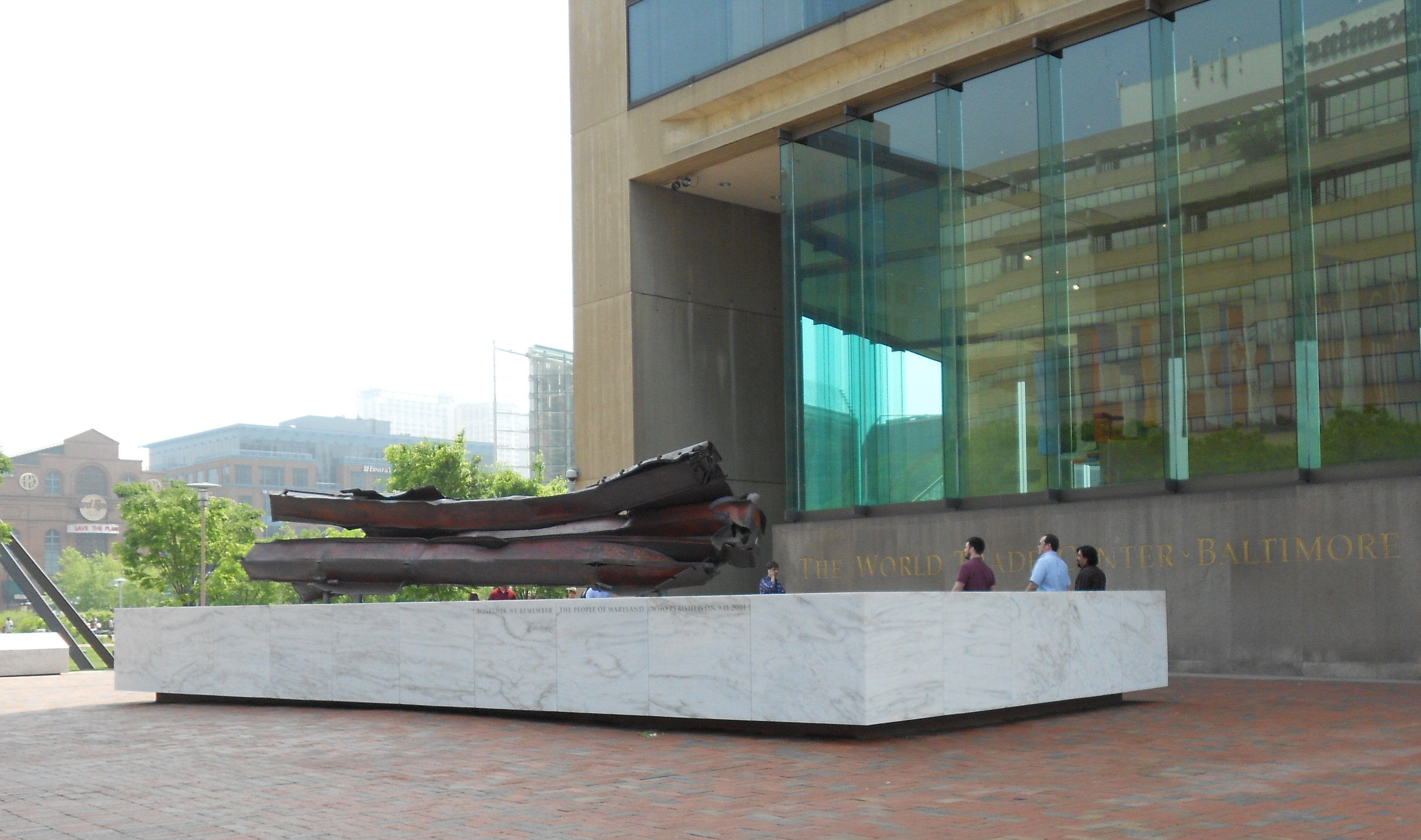
Monumento a las víctimas de los atentados del 11 de septiembre de 2001

Un monumento a las víctimas de los ataques del 11 de septiembre de 2001, construido en el paseo peatonal del Baltimore World Trade Center entre el edificio y la calle Pratt, se inauguró el 11 de septiembre de 2011, el décimo aniversario de los ataques. La estructura conmemorativa incluye tres vigas de acero de 22 pies de largo del World Trade Center de Nueva York, que formaban parte de los pisos 94 a 96 de la torre norte. Retorcidas y fusionadas, las vigas de acero y las piezas de piedra caliza dañadas de la pared oeste del Pentágono descansan sobre bloques de mármol con los nombres y cumpleaños de los 68 residentes de Maryland que murieron en los ataques terroristas del 11 de septiembre. Las ventanas en el piso superior del Baltimore World Trade Center están marcadas con todos los nombres de las víctimas del ataque del 11 de septiembre.
Las inscripciones en la plataforma de mármol, que describen los eventos de los ataques del 11 de septiembre, están dispuestas de modo que la sombra del edificio se mueva a través de ellas como un reloj de sol. El 11 de septiembre de cada año, la sombra toca cada inscripción en el momento en que ocurrió el evento.
La segunda exhibición conmemora a los pasajeros del vuelo 93 con un bloque de granito liso y brillante.
El monumento fue diseñado por el estudio de arquitectura de Baltimore Ziger / Snead y pagado con donaciones.

## Inundaciones del huracán Isabel
El huracán Isabel inundó el sótano del World Trade Center de Baltimore con 11 000 m³ de agua en septiembre de 2003, destruyendo equipos eléctricos, mecánicos y de telecomunicaciones que daban servicio a todo el edificio allí ubicado. El edificio permaneció cerrado por limpieza durante más de un mes después de que azotó el huracán, desplazando a 60 inquilinos.

## Propiedad estatal

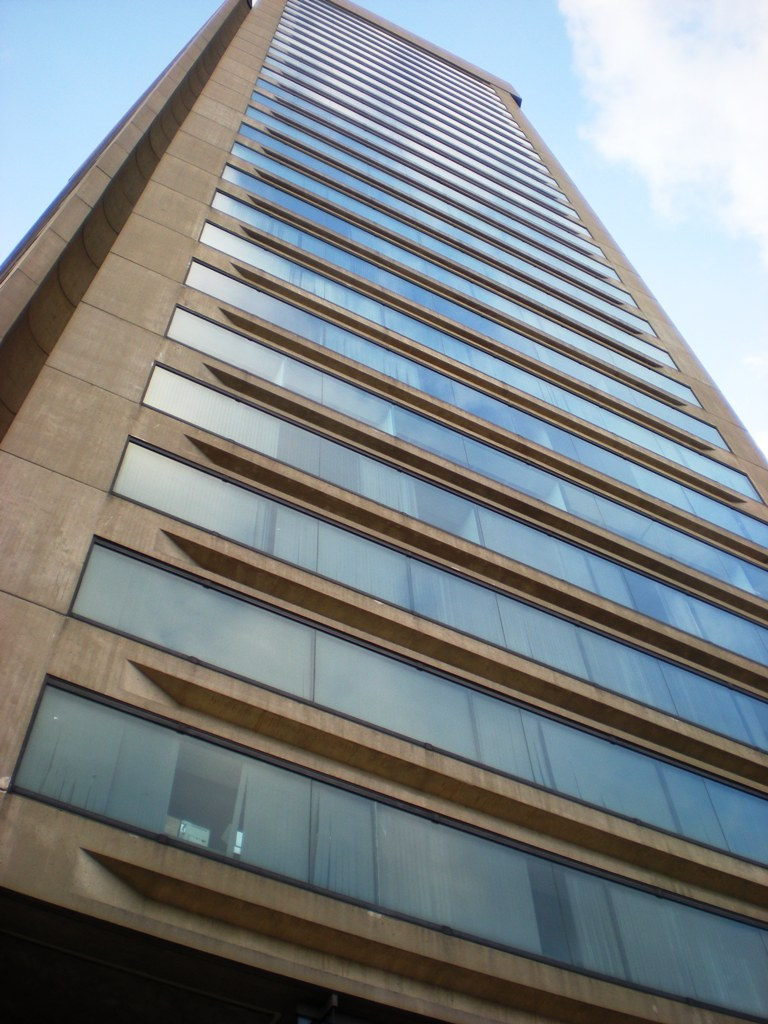
Fachada del edificio desde el puerto

El edificio es propiedad de la Administración Portuaria de Maryland. Como resultado, ha habido discusiones públicas sobre si debería venderse en los debates sobre los presupuestos estatales. En el informe de "Transición de Maryland" al gobernador entrante Martin O'Malley en enero de 2007, el grupo de trabajo de Transporte señaló que el exgobernador Robert Ehrlich estaba a favor de vender el Baltimore World Trade Center. El gobernador O'Malley decidió mantener la propiedad estatal.
Durante el año fiscal que terminó el 30 de junio de 2008, el Baltimore World Trade Center incurrió en una pérdida operativa de 2,3 millones de dólares. Esto se debió a una tasa de ocupación que había disminuido al 43 por ciento en marzo de 2008. Se esperaba un bajo nivel de ocupación "para facilitar la venta".
La Junta de Obras Públicas de Maryland tomó dos pasos importantes en 2007 y 2008 para mejorar la ocupación del World Trade Center: agilizar las aprobaciones de arrendamientos y contratar a un agente. En diciembre de 2007, la Junta delegó su autoridad de aprobación de arrendamientos al Secretario de Transporte. Meridian Management Corp. obtuvo un contrato de 5 años, a partir del 10 de junio de 2008, para actuar como agente de arrendamiento del World Trade Center. El contrato de Meridian, aprobado por la Junta de Obras Públicas el 21 de mayo de 2008, también incluye la operación y mantenimiento del edificio.

## "Humedales" flotantes
La construcción de una serie de flotadores cubiertos de hierba, atados al mamparo frente al mar debajo de la cara sur del World Trade Center, comenzó en el verano de 2010. Este proyecto utiliza marcos flotantes para construir un "humedal" en el puerto interior de Baltimore. Waterfront Partnership, un grupo sin fines de lucro que presta servicios a las empresas ubicadas en el puerto interior, inició el proyecto con ocho pequeños flotadores de humedales, financiados en 2010 con una subvención de Blue Water Baltimore. Aunque los flotadores originales fueron destruidos por el huracán Irene, los estudiantes de Living Classrooms Foundation y los voluntarios de T. Rowe Price han construido 50 nuevos marcos flotantes para restaurar el sistema de humedales flotantes.
Se espera que el sistema de humedales del puerto interior extraiga al menos dos libras de nitrógeno del agua por cada 100 libras de pasto que crece en los flotadores. Su parte inferior también proporcionará un hábitat para la vida marina pequeña, como gusanos, percebes, anguilas, cangrejos y mejillones. Las plantas seleccionadas para los flotadores incluyen una variedad de pastos de marisma que se alimentan de nutrientes de las fugas de aguas residuales y la escorrentía de tormentas. Las botellas de plástico para bebidas, recuperadas de la basura que flota en el puerto interior, están incrustadas en la estructura de los flotadores para proporcionar flotabilidad.

## Galería

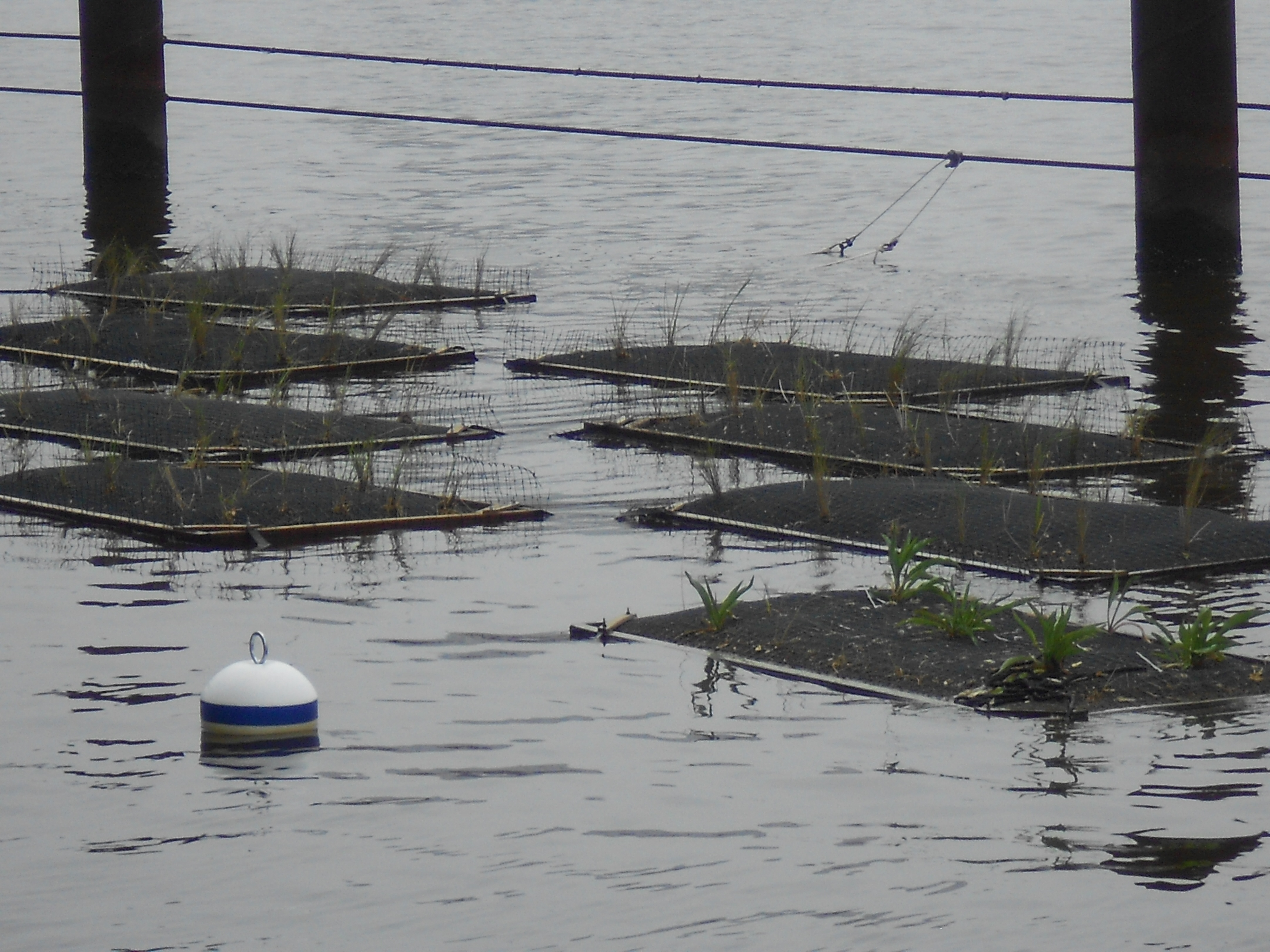
"Humedales" flotantes adosados al mamparo
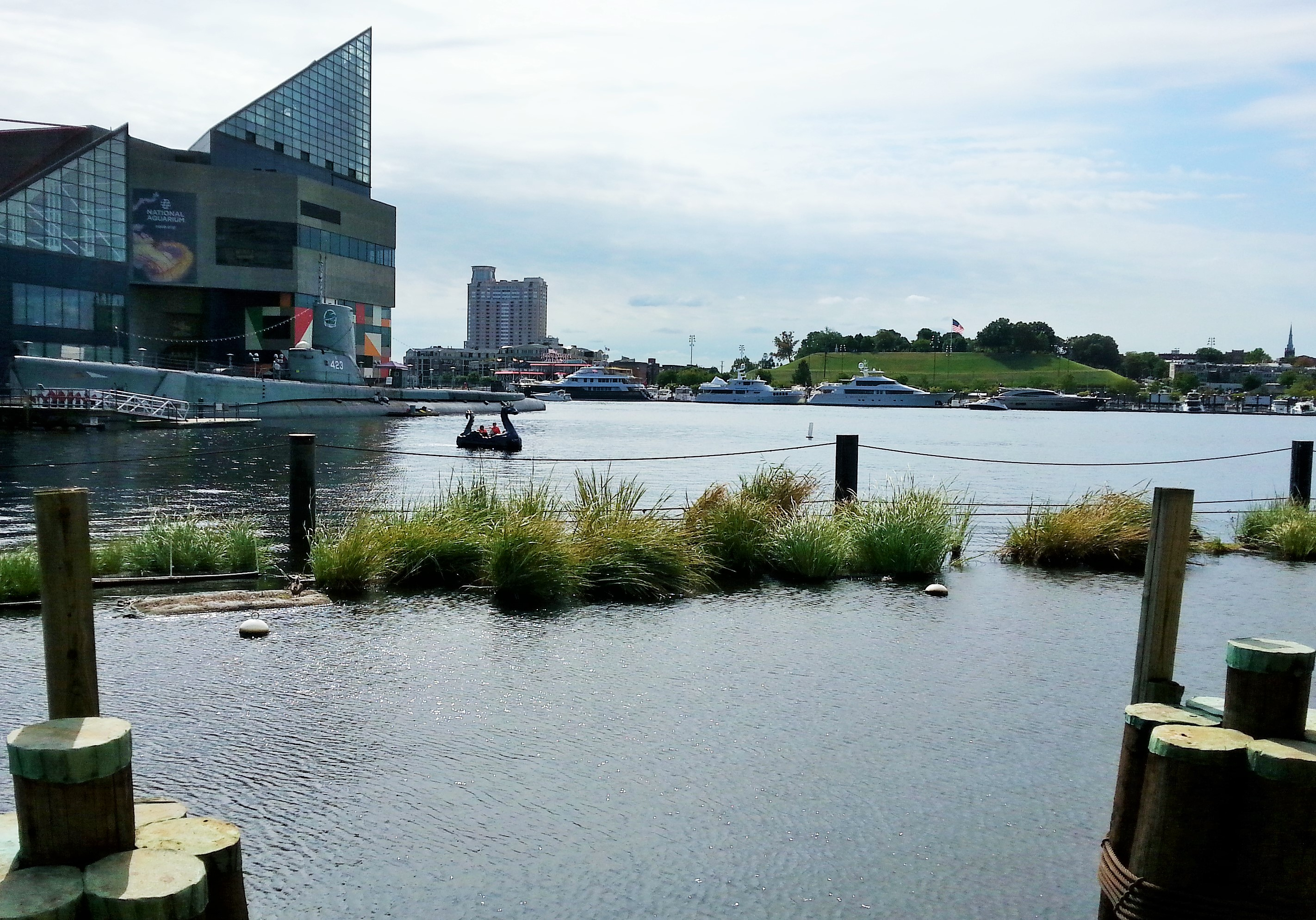
Zona de humedales flotantes para aves acuáticas